# Kiptie
Kiptie (ukr. Кіпті, Kipti) – wieś na Ukrainie w rejonie lwowskim (wcześniej w rejonie żółkiewskim) obwodu lwowskiego.

## Historia
Pod koniec XIX wieku wieś w gminie Kamionka Wołoska w powiecie rawskim.